# Malu Vârtop
Malu Vârtop – wieś w Rumunii, w okręgu Vâlcea, w gminie Bujoreni. W 2011 roku liczyła 474 mieszkańców.